# دهستان مهرانرود جنوبی
دهستان مهرانرود جنوبی یکی از دهستان‌های استان آذربایجان شرقی است که در بخش مرکزی شهرستان بستان‌آباد واقع شده‌است. این دهستان در سال ۱۳۶۶ خورشیدی تأسیس شده و جمعیت آن در سال ۱۳۸۵ خورشیدی بالغ بر ۴٬۶۶۱ نفر بوده‌است.

## موقیعت
دهستان مهرانرود جنوبی دارای اب هوایی کوهستانی وتپه ای می‌باشد. نزدیک بودن کوه سهند در نوع اب وهوای این منطقه تعسیر زیادی دارد. مرکزیت این دهستان روستای حاج آقا مشتمل بر ۱۶روستا.